# Assassinats al llac Léman

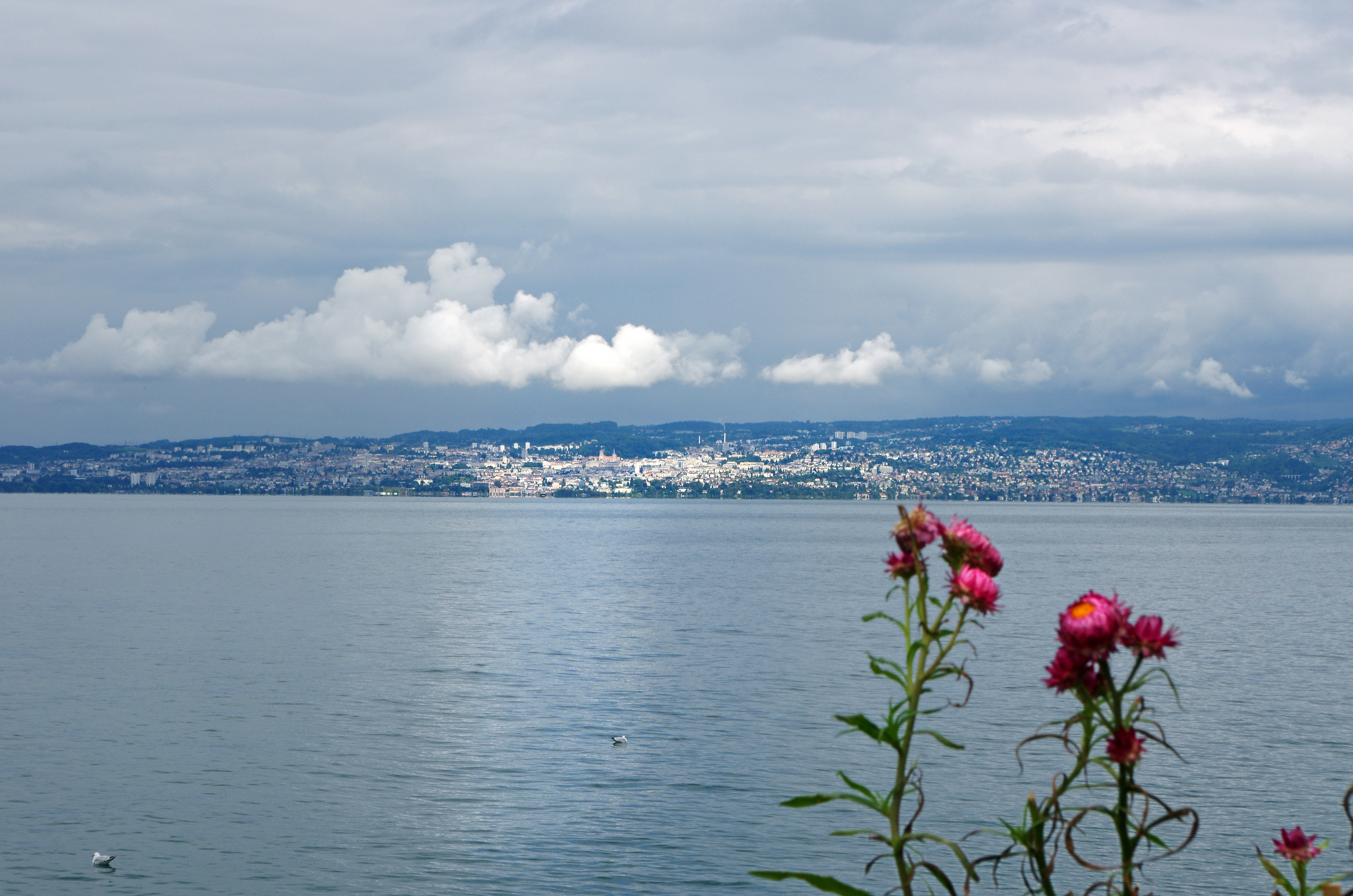
Lausana i el llac Léman des d'Évian-les-Bains.

Assassinats al llac Léman (títol original en francès, Meurtres sur le lac Léman) és un telefilm francobelga de 2016 dirigit per Jean-Marc Rudnicki, que forma part de la sèrie de pel·lícules Assassinats a.... S'ha doblat al català central per a TV3.
Es va emetre per primer cop al canal belga La Une el 17 d'abril de 2016, i a France 3 el 21 de maig del mateix any, quan va ser seguit per 4,27 milions d'espectadors (20% de quota de pantalla).
Aquesta ficció és una coproducció d'Adrénaline, Be-FILMS i RTBF, amb la participació de France 3, TV5 Monde i Radio télévision suisse (RTS).

## Repartiment
- Corinne Touzet: Sandrine Zermatten
- Jean-Yves Berteloot: Louis Jolly
- Marc Robert: Jean-Pierre / Jean-Michel Mangin
- Marc Samuel: Olivier Finet
- Karine Texier: Clara Dumont
- Stéphan Wojtowicz: Antoine Duvivier

## Rodatge
Évian-les-Bains, Thonon-les-Bains i Yvoire (Alta Savoia) serveixen d'escenari d'aquest telefilm, així com Lausana (Suïssa) i dos vaixells de la Compagnie générale de navigation sur le lac Léman.